# Combate naval de Islay
El combate naval de Islay tuvo lugar los días 12 y 13 de enero de 1838 en las afueras del puerto peruano de Islay ubicado en el departamento de Arequipa, donde se enfrentaron una división naval de la Armada de Chile bajo las órdenes del marino inglés Roberto Simpson, nacionalizado chileno, compuesta de los bergantines "Aquiles" y "Arequipeño", las corbetas "Libertad" y "Valparaíso" y la fragata "Monteagudo" contra una confederada al mando del comandante Juan José Panizo formada por la corbeta "Socabaya" y los bergantines "Fundador" y "Junín".

## Antecedentes
Tras el repudio del gobierno chileno al Tratado de Paucarpata que ponía fin a la guerra, este dispuso que la naves de la armada, que se encontraba fortalecida con los barcos confederados capturados por sorpresa en el Callao durante la expedición Garrido antes de la declaración de guerra, zarparan al norte a continuar las hostilidades contra lo que quedaba de la Armada Confederada Perú-Boliviana, que a pesar de su inferioridad material, había incursionado en costas chilenas el año anterior.
El mariscal Andrés de Santa Cruz había distribuido sus buques, la corbeta "Socabaya" y el bergantín "Fundador" en Islay, al mando del Capitán de fragata Juan José Panizo y el bergantín "Junín" en Arica al mando del Comandante Miguel Saldívar.
El 3 de enero de 1838, el comandante Miguel Saldívar tuvo conocimiento que Chile había desaprobado el tratado y que su escuadra se dirigía al Perú, por lo que zarpó a Islay para concentrar las fuerzas navales confederadas, fondeando en ese puerto el 8 de enero.

## El combate
El 12 de enero de 1838 la escuadra chilena sorprendió en Islay a la confederada, que ampliamente superada en tonelaje y bocas de fuego huyó al norte siendo perseguida por Simpson. La persecución se prolongó toda la noche virando los barcos confederados para disparar a la corbeta "Libertad", que por su mayor velocidad se había adelantado al resto de su escuadra, para luego continuar la fuga, mientras tanto el más lento de los barcos confederados el bergantín "Junín" se había ido rezagando, lo que de seguir así obligaría a las otras dos naves confederadas a trabar un combate desfavorable o abandonarlo y seguir hacia el norte.
Ante esta situación Panizo utilizó una hábil estratagema, virando en redondo con la "Socabaya" y el "Fundador" rompió fuego sobre las naves chilenas demorándolas y permitiendo que el "Junín" ganara distancia, para luego virar de nuevo hacia el norte. Tres veces realizó la misma maniobra hasta que el "Junín" se puso fuera de peligro, ante la oscuridad de la noche Simpson ordenó detener la persecución y continuó hacia el Callao, donde llegó el 17 de enero.

## Consecuencias
La controversia sobre el resultado de este combate es muy similar a la ocurrida con motivo del combate naval de Chipana durante la Guerra del Pacífico. Mientras la historiografía peruana sostiene que se trató de una victoria confederada —debido a que el comandante Panizo logró evitar que sus naves fueran capturadas o hundidas por un enemigo materialmente superior, logrando incluso salvar el más lento de sus buques y responder con éxito el fuego enemigo en su retirada—, la historiografía chilena considera este combate como una acción menor de la guerra —donde la flota confederada solo se limitó a huir exitosamente gracias a la pericia de Panizo— en la cual Simpson no continuó el combate porque las naves confederadas eran dueñas del barlovento, es decir, del lado favorable del viento.